# Coenotephria albifascia
Coenotephria albifascia là một loài bướm đêm trong họ Geometridae.